# USNS Harvey Milk (T-AO-206)
USNS Harvey Milk (T-AEO 206) — второй вспомогательный корабль-заправщик класса «John Lewis» из эксплуатируемых Командованием военного морского транспорта ВМС США. Обеспечивает дозаправку судов на ходу. Решение о строительстве обоих кораблей было принято 30 июня 2016 года.

## Наименование
В июле 2016 года министр военно-морских сил США Рэй Мабус сообщил Конгрессу о своем намерении назвать танкеры класса «Джон Льюис» в честь известных лидеров движения за гражданские права. Второй корабль в серии был назван в честь борца за права геев Харви Милка. Милк служил в ВМС США во время Корейской войны военным водолазом на спасательном корабле USS Kittiwake (АСР-13) и на момент выхода в отставку имел звание младшего лейтенанта. Корабль был официально наречён 16 августа 2016 года на церемонии в Сан-Франциско. Это первый корабль ВМС США, названный в честь открытого гея.

## История строительства

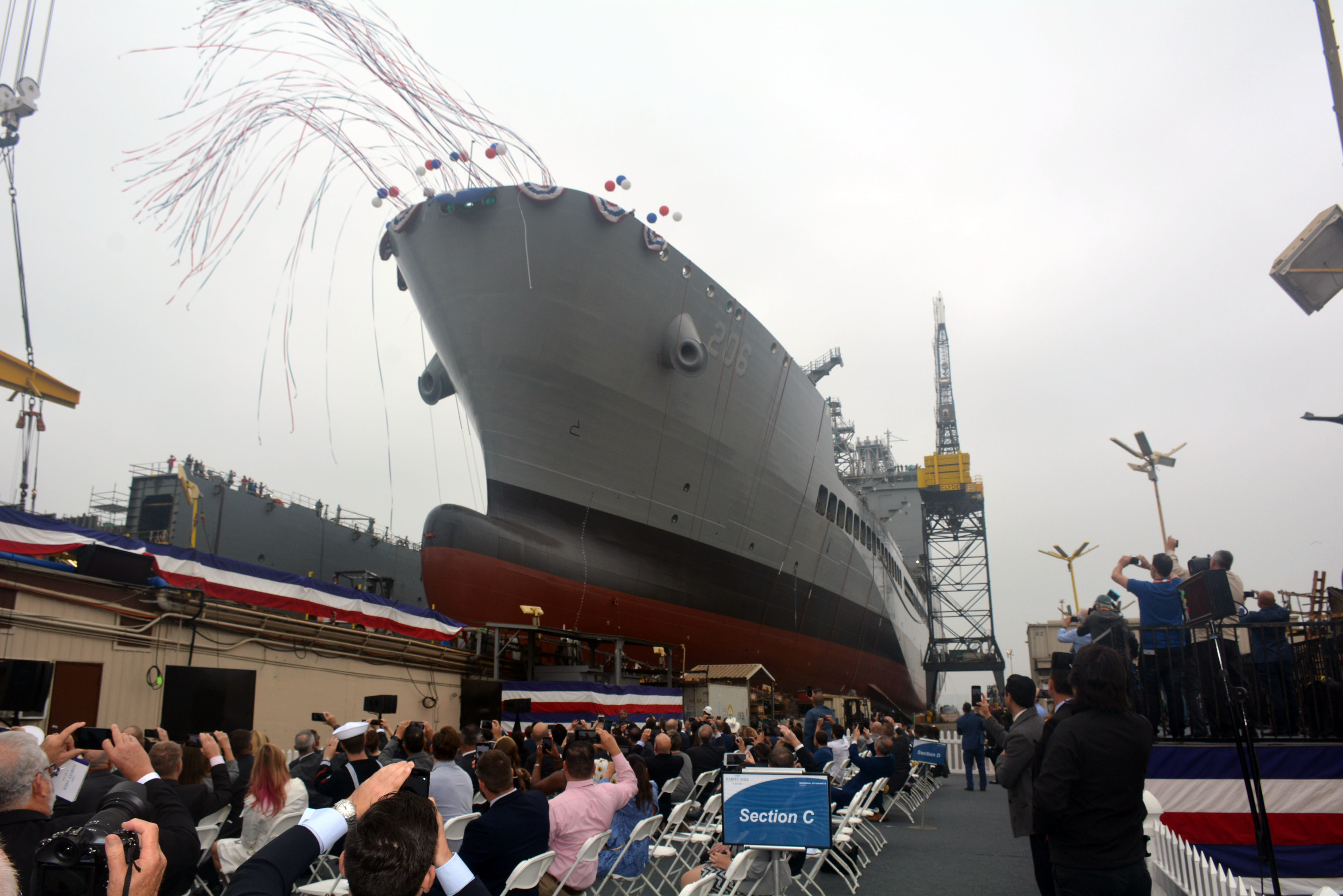
Спуск на воду USNS Harvey Milk в Сан-Диего, 5 ноября 2021 года

Строительство судна началось 13 декабря 2019 года, когда была проведена первая резка стали для него. Спущен на воду 6 ноября 2021 года в присутствии Стюарта Милка (племяниика Харви Милка), министра ВМС США Карлоса Дель Торо и крёстной матери корабля, ЛГБТ-активистки Паулы Нейры. Это шестой корабль ВМФ в серии, названных в честь борцов за гражданские права. Девиз корабля — «Смелость и уверенность» (англ. Courage and Conviction).
11 июля 2023 года Harvey Milk вступил в строй.

## История службы
В марте 2024 года в связи с событиями войны в Газе девять про-палестинских протестующих попытались проникнуть на судно и устроить беспорядки. Остановленные на трапе, они приковали себя к трапу и впоследствии были доставлены в полицию. Эта акция протеста была организована AROC, утверждавшими, что танкер участвовал в перевозке оружия в Израиль.
3 июня 2025 года министр обороны США Пит Хегсет издал распоряжение о переименовании корабля с целью «[восстановления] воинской культуры». Публикация распоряжения намеренно была сделана во время месяца гордости.

### Комментарии
1. ↑  Корабли-заправщики предназначены для снабжения топливом боевых кораблей ВМФ США и доставки авиакеросина на авианосцы[3]
2. ↑  AROC - Arab Resource and Organizing Center

### Сноски
1. 1 2  General Dynamics NASSCO christens and launches the future USNS Harvey Milk (T-AO 206). National Steel and Shipbuilding Company (6 ноября 2021). Дата обращения: 6 ноября 2021.
2. 1 2  Navy Accepts Delivery of USNS Harvey Milk (T-AO 206) (Press release). United States Navy. 2023-07-12. Дата обращения: 2023-07-12.
3. ↑  FLEET REPLENISHMENT OILERS - T-AO. www.navy.mil. US Navy. Дата обращения: 19 октября 2017. Архивировано 2 июля 2020 года.
4. ↑  NAVSEA Shipbuilding Support Office. JOHN LEWIS (AO 205). Naval Vessel Register (7 июля 2016). Дата обращения: 30 июля 2016. Архивировано 11 октября 2016 года.
5. ↑  NAVSEA Shipbuilding Support Office. NO NAME (AO 206). Naval Vessel Register (7 июля 2016). Дата обращения: 30 июля 2016. Архивировано 11 октября 2016 года.
6. 1 2  Sam LaGrone. Navy to Name Ship After Gay Rights Activist Harvey Milk. US Naval Institute (28 июля 2016). Дата обращения: 30 июля 2016. Архивировано 7 ноября 2021 года.
7. ↑  Blake, Andrew (17 августа 2016). Naval ceremony celebrates naming of USNS Harvey Milk. The Washington Times. Архивировано 7 ноября 2021. Дата обращения: 21 октября 2016.
8. ↑  Staley, Oliver (17 августа 2016). The US Navy is naming a ship after slain gay rights leader Harvey Milk. Quartz. Архивировано 7 ноября 2021. Дата обращения: 21 октября 2016.
9. ↑  Construction of Navy ship 'Harvey Milk' begins at San Diego shipbuilder. San Diego Union-Tribune (14 декабря 2019). Дата обращения: 7 ноября 2021. Архивировано 7 ноября 2021 года.
10. ↑  Navy launches ship named for gay rights leader Harvey Milk. navytimes.com (7 ноября 2021). Дата обращения: 9 ноября 2021.
11. ↑  Harvey Milk: US Navy launches ship named for gay rights leader Архивная копия от 7 ноября 2021 на Wayback Machine, BBC, 7.11.2021
12. ↑  USNS Harvey Milk (T-AO 206). The Institute of Heraldry. U.S. Army (21 января 2022). Дата обращения: 2 февраля 2022. Архивировано 22 января 2022 года.
13. ↑  Pehling, Dave. Pro-Palestinian demonstrators chain selves to gangway of USNS Harvey Milk in San Francisco - CBS San Francisco (амер. англ.). www.cbsnews.com (29 марта 2024). Дата обращения: 12 июня 2024.
14. ↑  Baldor, Lolita C. (2025-06-03). Hegseth orders the name of gay rights activist Harvey Milk scrubbed from Navy ship. apnews.com. Дата обращения: 2025-06-03.
15. ↑  Toropin, Konstantin (2025-06-03). Hegseth Orders Navy to Strip Name of Gay Rights Icon Harvey Milk from Ship. Military.com. Дата обращения: 2025-06-03.